# Тарновский, Ипполит Михайлович
Ипполит Михайлович Тарновский (30 марта [11 апреля] 1833 — 7 [19] февраля 1899, Санкт-Петербург, Российская империя) — российский гинеколог, акушер-практик и педагог; доктор медицины, тайный советник.

## Биография
Ипполит Тарновский родился 30 марта (11 апреля) 1833 года в семье подпоручика Михаила Петровича Тарновского. 
По окончании курса в Императорском Московском университете в 1855 году работал врачом в Санкт-Петербургском Воспитательном доме, при Повивальном институте (1859—1861) и столичным городским акушером. 
В 1869 году за диссертацию «О механическом лечении болезней матки» Тарновский был удостоен степени доктора медицины. 
Был преподавателем и руководил акушерской и гинекологической клиникой на Женских врачебных курсах.
Позднее он состоял помощником директора Надеждинского родовспомогательного заведения, а в 1898 году был назначен директором ректором этого заведения. 
Кроме диссертации, Тарновский напечатал ряд специальных статей в медицинских журналах.
Был награждён орденами Святой Анны 1-й степени (1890), Святого Станислава 1-й степени (1885), Святого Владимира 3-й степени (1883), Святого Станислава 2-й степени (1863).
Ипполит Михайлович Тарновский умер 7 (19) февраля 1899 года в Санкт-Петербурге. Был похоронен на кладбище Новодевичьего монастыря.

## Семья
Отец — Михаил Петрович Тарновский (3.10.1800 — ?), подпоручик.  
Мать — Мария Александровна Тарновская, урождённая Завердяева (1809—1893).  
Младший брат — Вениамин Тарновский (1837—1906), основатель российской научной школы венерологии. 
Жена — Варвара Павловна Тарновская, урождённая Зурова (1844—1913), деятельница женского движения, казначей и председательница Общества доставления средств Высшим женским курсам. 